# Plechov
Plechov (německy Plechow) je osada, část města Jistebnice v okrese Tábor v Jihočeském kraji. Nachází se asi tři kilometry severozápadně od Jistebnice. Plechov je také název katastrálního území o rozloze 0,81 km².

## Historie
První písemná zmínka o vesnici pochází z roku 1384.

## Obyvatelstvo
| Rok            | 1869 | 1880 | 1890 | 1900 | 1910 | 1921 | 1930 | 1950 | 1961 | 1970 | 1980 | 1991 | 2001 | 2011 | 2021 |
| -------------- | ---- | ---- | ---- | ---- | ---- | ---- | ---- | ---- | ---- | ---- | ---- | ---- | ---- | ---- | ---- |
| Počet obyvatel | 36   | 49   | 48   | 38   | 35   | 37   | 32   | 20   | 24   | 25   | 22   | 16   | 18   | 15   | 15   |
| Počet domů     | 4    | 5    | 5    | 5    | 5    | 5    | 5    | 5    | 5    | 5    | 5    | 5    | 5    | 5    | 5    |

## Obecní správa
Při sčítání lidu v letech 1850–1879 Plechov byl osadou obce Drahnětice v okrese Sedlčany. V letech 1880–1963 byl osadou obce Svoříž, se kterým patřil nejprve do okresu Sedlčany, ale od roku 1950 v okrese Tábor. Od roku 1964 je částí města Jistebnice v okrese Tábor.

## Galerie

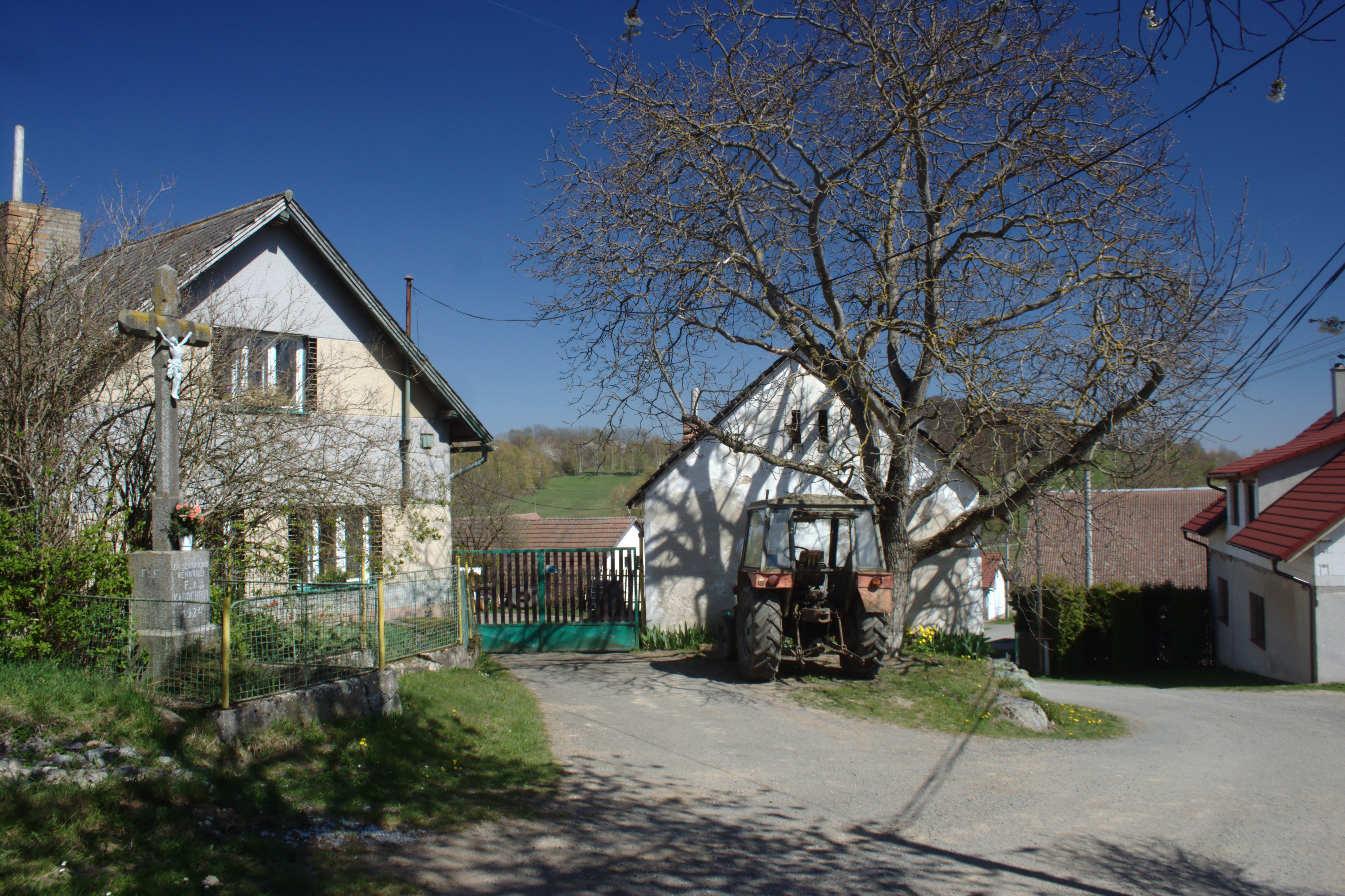
Domy na návsi
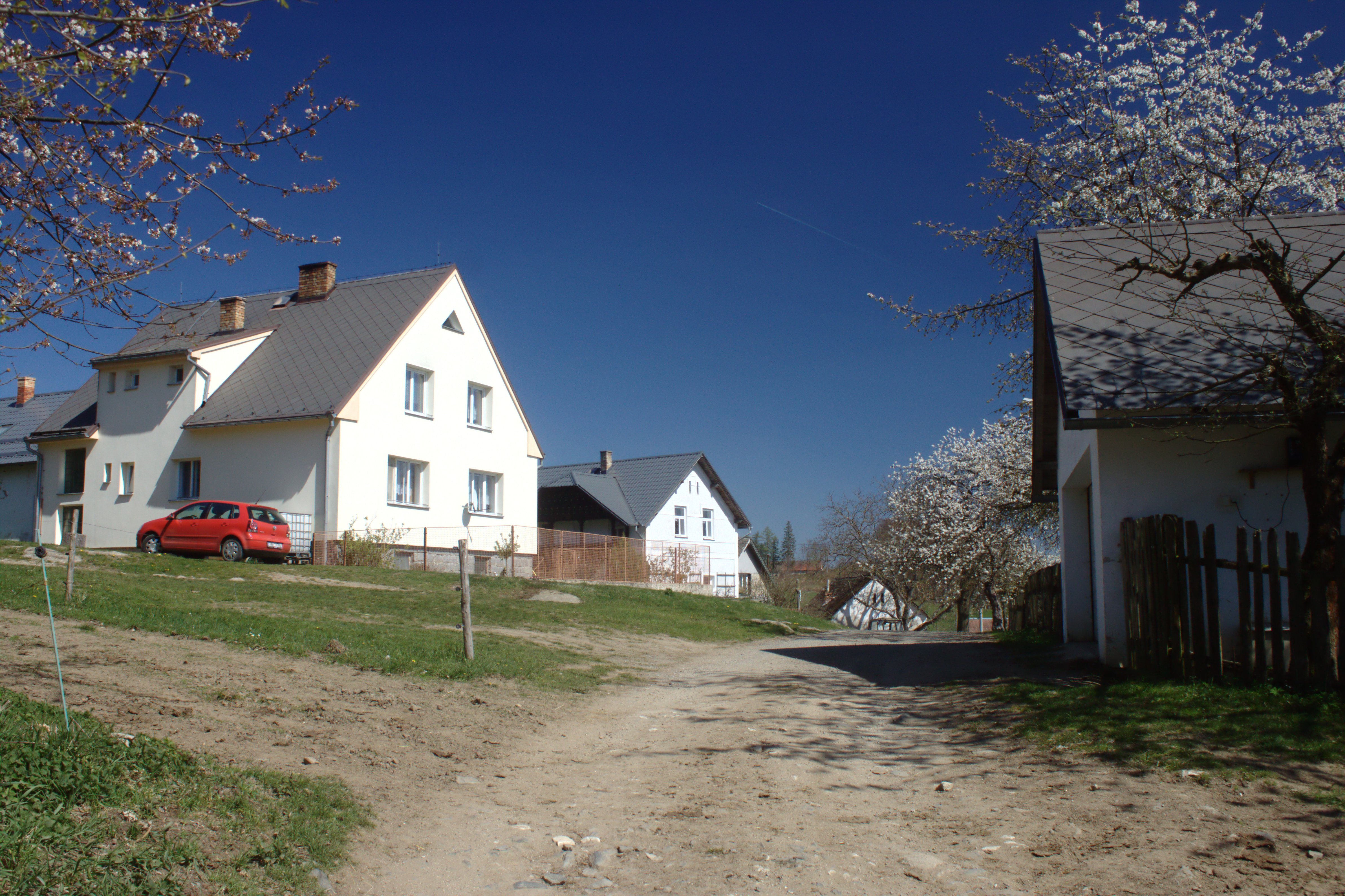
Domy
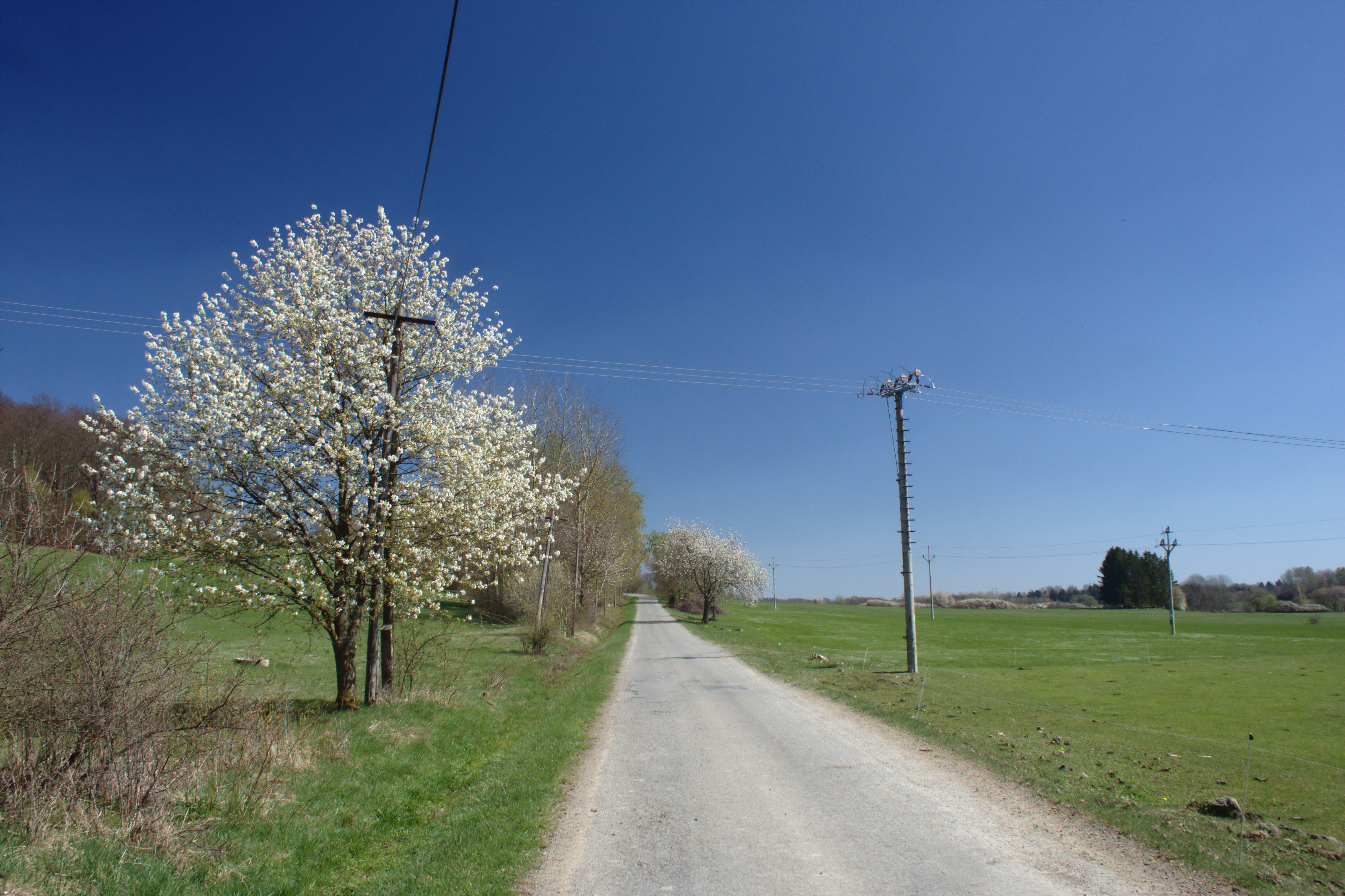
Silnice z Plechova do Chlumu